# Peter Schlobinski

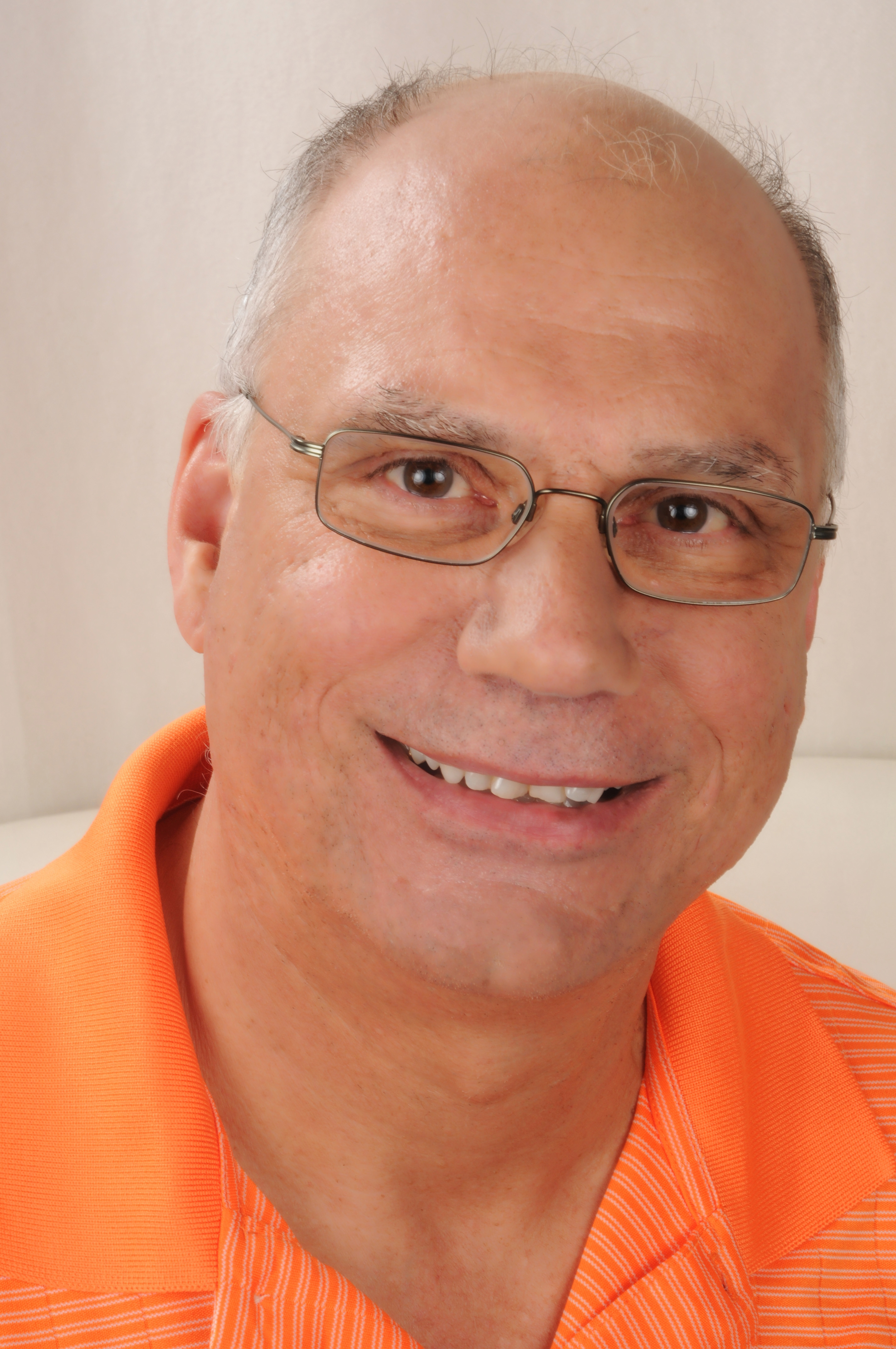
Peter Schlobinski, 2014

Peter Schlobinski (* 22. Januar 1954 in Berlin) ist ein deutscher Sprachwissenschaftler. 

## Leben und Wirken
Schlobinski war von 1982 bis 1987 Wissenschaftlicher Mitarbeiter am Fachbereich Germanistik der Freien Universität Berlin. Von 1987 bis 1993 wirkte er als Hochschulassistent im Bereich Germanistik/Allgemeine und Vergleichende Sprachwissenschaft der Universität Osnabrück, 1993 bis 1995 als Professor für Germanistische Linguistik an der Ludwig-Maximilians-Universität München im Rahmen des Bayerischen Programms zur Förderung hochqualifizierter Nachwuchswissenschaftler. Seit 1995/1996 ist er Professor für Germanistische Linguistik an der Leibniz Universität Hannover. Gemeinsam mit Jens Runkehl und Torsten Siever rief er 1998 das Projekt sprache@web ins Leben, von dem das Wissensportal mediensprache.net betrieben wird.
- 1982–1984 Wissenschaftlicher Mitarbeiter im Forschungsprojekt »Stadtsprache Berlin«
- 1984 Promotion (Dissertation: Stadtsprache Berlin. Eine soziolinguistische Untersuchung)

Schlobinskis thematische Schwerpunkte sind Grammatik des Deutschen, Sprache und computervermittelte Kommunikation, Deutschdidaktik, Soziolinguistik und kontrastive Linguistik. Er ist Herausgeber der Reihe Studienbücher zur Linguistik und Mitherausgeber der Zeitschriften Der Deutschunterricht und Muttersprache sowie der Online-Reihe Networx. Von Mai 2015 bis 2024 war er Vorsitzender der Gesellschaft für deutsche Sprache, seit Januar 2025 ist er Stellvertretender Vorsitzender.

## Veröffentlichungen (Auswahl)
- mit Oliver Siebold: Exolinguistik. Wissenschaftliche Grundlagen und fiktionale Welten. (=networx 97). Seelze 2024, ISSN 1619-1021, DOI:10.15488/18242.
- Grundlagen und Aspekte der Soziolinguistik. (=networx 94). Seelze 2022, ISSN 1619-1021, DOI:10.15488/11889.
- mit Torsten Siever (Hrsg.): Nicknamen international. Zur Namenwahl in sozialen Medien in 14 Sprachen. Lang Verlag, Berlin 2018, ISBN 978-3-6317-4809-1.
- mit Eva Neuland (Hrsg.): Handbuch Sprache in sozialen Gruppen. de Gruyter, Berlin 2018, ISBN 978-3-11-029613-6.
- Grundfragen der Sprachwissenschaft. Eine Einführung in die Welt der Sprache(n). Vandenhoeck & Ruprecht, Göttingen 2014, ISBN 978-3-8252-4125-4.
- Duden, Keeper, Elf und Gurkenpass. (K)ein Wörterbuch der Fußballsprache. Dudenverlag, Mannheim u. a. 2010, ISBN 978-3-411-71343-1 (2. Auflage als: Duden, Geht raus und sprecht Fußball! Kleines Wörterbuch der Fußballsprache. Dudenverlag, 2011, ISBN 978-3-411-71344-8).
- mit Armin Burkhardt (Hrsg.): Flickflack, Foul und Tsukahara. Der Sport und seine Sprache (= Thema Deutsch. Band 10). Dudenverlag, Mannheim u. a. 2009, ISBN 978-3-411-04315-6.
- mit Oliver Siebold: Wörterbuch der Science-Fiction. Lang, Frankfurt am Main u. a. 2008, ISBN 978-3-631-57980-0.
- Grammatikmodelle. Positionen und Perspektiven (= Studienbücher zur Linguistik. Band 10). Westdeutscher Verlag, Wiesbaden 2003, ISBN 3-531-14030-2.
- mit Jens Runkehl und Torsten Siever: Sprache und Kommunikation im Internet. Vandenhoeck und Ruprecht, 1998, ISBN 3-525-26529-8.
- Empirische Sprachwissenschaft (= WV-Studium 174 Linguistik). Westdeutscher Verlag, Opladen 1996, ISBN 3-531-22174-4.
- mit Gaby Kohl und Irmgardt Ludewigt: Jugendsprache. Fiktion und Wirklichkeit. Westdeutscher Verlag, Opladen 1993, ISBN 3-531-12268-1.
- Funktionale Grammatik und Sprachbeschreibung. Eine Untersuchung zum gesprochenen Deutsch sowie zum Chinesischen. Westdeutscher Verlag, Opladen 1992, ISBN 3-531-12348-3 (zugleich: Osnabrück, Universität, Habilitations-Schrift, 1991: Funktionale Grammatik und Sprachdeskription).
- mit Michael Dürr: Einführung in die deskriptive Linguistik (= WV-Studium 163 Linguistik). Westdeutscher Verlag, Opladen 1990, ISBN 3-531-22163-9.
- Stadtsprache Berlin. Eine soziolinguistische Untersuchung (= Soziolinguistik und Sprachkontakt. Band 3). de Gruyter, Berlin u. a. 1987, ISBN 3-11-010914-X.

## Auszeichnung
Schlobinski ist Träger des Konrad-Duden-Preises 2011, der alle drei Jahre von der Stadt Mannheim und dem Dudenverlag verliehen wird. (Sprache und Kommunikation im digitalen Zeitalter : Rede anlässlich der Verleihung des Konrad-Duden-Preises der Stadt Mannheim am 14. März 2012 / Peter Schlobinski. Laudatio von Ludwig M. Eichinger)

## Festschrift
- Alexa Mathias, Jens Runkehl, Torsten Siever (Hrsg.): Sprachen? Vielfalt! Sprache und Kommunikation in der Gesellschaft und den Medien. Eine Online-Festschrift zum Jubiläum von Peter Schlobinski. Hannover 2014, ISSN 1619-1021.[1]